# Bóng đá tại Đại hội Thể thao châu Á 2014
Bóng đá tại Đại hội Thể thao châu Á 2014 là một sự kiện liên tục được tổ chức tại Incheon, Hàn Quốc từ ngày 14 tháng 9 - 3 tháng 10 năm 2014. Trận đấu khai mạc đã được diễn ra trước ngày khai mạc Đại hội Thể thao châu Á 5 ngày. Trong giải đấu này, 29 đội bóng đá nam và 11 đội bóng đá nữ tham gia tranh tài.
Giới hạn tuổi cho các đội tuyển nam Olympic quốc gia là dưới 23; giống như giới hạn tuổi tác trong thi đấu bóng đá ở Olympic Mùa hè và có tối đa ba cầu thủ ngoài độ tuổi trên được phép tham gia trong mỗi đội bóng. Trong khi đó thì đội tuyển nữ không có giới hạn tuổi.

## Tóm tắt huy chương

### Bảng huy chương
| 1         | Hàn Quốc (Nam)          | 1 | 0 | 0 | 1 |
| 1         | CHDCND Triều Tiên (Nữ)  | 1 | 0 | 0 | 1 |
| 2         | CHDCND Triều Tiên (Nam) | 0 | 1 | 0 | 1 |
| 2         | Nhật Bản (Nữ)           | 0 | 1 | 0 | 1 |
| 3         | Iraq (Nam)              | 0 | 0 | 1 | 1 |
| 3         | Hàn Quốc (Nữ)           | 0 | 0 | 1 | 1 |
| 4         | Thái Lan (Nam)          | 0 | 0 | 0 | 0 |
| 4         | Việt Nam (Nữ)           | 0 | 0 | 0 | 0 |
| Tổng cộng | Tổng cộng               | 2 | 2 | 2 | 6 |

### Danh sách huy chương
| Nội dung | Vàng | Bạc | Đồng |
| -------- | --- | --- | --- |
| Nam      | Bản mẫu:Lá cờIOC2team Kim Seung-gyu Choi Sung-keun Kim Jin-su Kim Min-hyeok Lee Joo-young Son Joon-ho Ahn Yong-woo Park Joo-ho Lee Yong-jae Kim Seung-dae Yun Il-lok No Dong-geon Kwak Hae-sung Kim Young-uk Rim Chang-woo Lee Jong-ho Lee Jae-sung Kim Shin-wook Moon Sang-yoon Jang Hyun-soo | Bản mẫu:Lá cờIOC2team Ri Myong-guk Jong Kwang-sok Jang Song-hyok Kim Chol-bom Jang Kuk-chol Kang Kuk-chol Jo Kwang Ju Jong-chol Rim Kwang-hyok Kim Ju-song Jong Il-gwan Ri Yong-jik Sim Hyon-jin Yun Il-gwang Ri Hyok-chol Kim Yong-il So Hyon-uk An Tae-song Pak Kwang-ryong So Kyong-jin | Bản mẫu:Lá cờIOC2team Ali Yaseen Mahdi Karim Ali Bahjat Mustafa Nadhim Saad Natiq Ali Adnan Saad Abdul-Amir Saif Salman Dhurgham Ismail Younis Mahmoud Humam Tariq Jalal Hassan Sameh Saeed Amjad Kalaf Salam Shaker Marwan Hussein Farhan Shakor Bashar Rasan Mahdi Kamel Mohammed Hameed |
| Nữ       | Bản mẫu:Lá cờIOC2team Hong Myong-hui Yun Song-mi Ho Un-byol Choe Mi-gyong Ri Un-yong Kim Un-hyang Kim Su-gyong Kim Un-ju Jong Yu-ri Ra Un-sim Ri Ye-gyong Kim Yun-mi Wi Jong-sim Jon Myong-hwa Kim Nam-hui Kim Un-ha Jo Yun-mi Ra Sol-ju                                                       | Bản mẫu:Lá cờIOC2team Kaihori Ayumi Ariyoshi Saori Iwashimizu Azusa Kitahara Kana Osafune Kana Sakaguchi Mizuho Nakajima Emi Miyama Aya Kawasumi Nahomi Takase Megumi Kira Chinatsu Masuya Rika Sugasawa Yuika Kiryu Nanase Usui Rie Haza Hisui Naomoto Hikaru Yamane Erina                | Bản mẫu:Lá cờIOC2team Jun Min-kyung Song Su-ran Kim Hye-ri Shim Seo-yeon Kim Do-yeon Lim Seon-joo Jeon Ga-eul Cho So-hyun Jung Seol-bin Ji So-yun Park Hee-young Yoo Young-a Kwon Hah-nul Lee So-dam Choe Yu-ri Lee Young-ju Shin Dam-yeong Kim Jung-mi                                    |

## Lịch trình thi đấu
| P | Vòng bảng | R | Vòng 16 đội | ¼ | Tứ kết | ½ | Bán kết | B | Tranh hạng ba | F | Chung kết |

| Sự kiện＼Ngày | CN (14/9) | T2 (15/9) | T3 (16/9) | T4 (17/9) | T5 (18/9) | T6 (19/9) | T7 (20/9) | CN (21/9) | T2 (22/9) | T3 (23/9) | T4 (24/9) | T5 (25/9) | T6 (26/9) | T7 (27/9) | CN (28/9) | T2 (29/9) | T3 (30/9) | T4 (1/10) | T4 (1/10) | T5 (2/10) | T5 (2/10) |
| ------------- | --------- | --------- | --------- | --------- | --------- | --------- | --------- | --------- | --------- | --------- | --------- | --------- | --------- | --------- | --------- | --------- | --------- | --------- | --------- | --------- | --------- |
| Nam           | P         | P         |           | P         | P         |           |           | P         | P         |           |           | R         | R         |           | ¼         |           | ½         |           |           | B         | F         |
| Nữ            | P         | P         | P         | P         | P         |           | P         | P         | P         | P         |           |           | ¼         |           |           | ½         |           | B         | F         |           |           |

## Các sân vận động

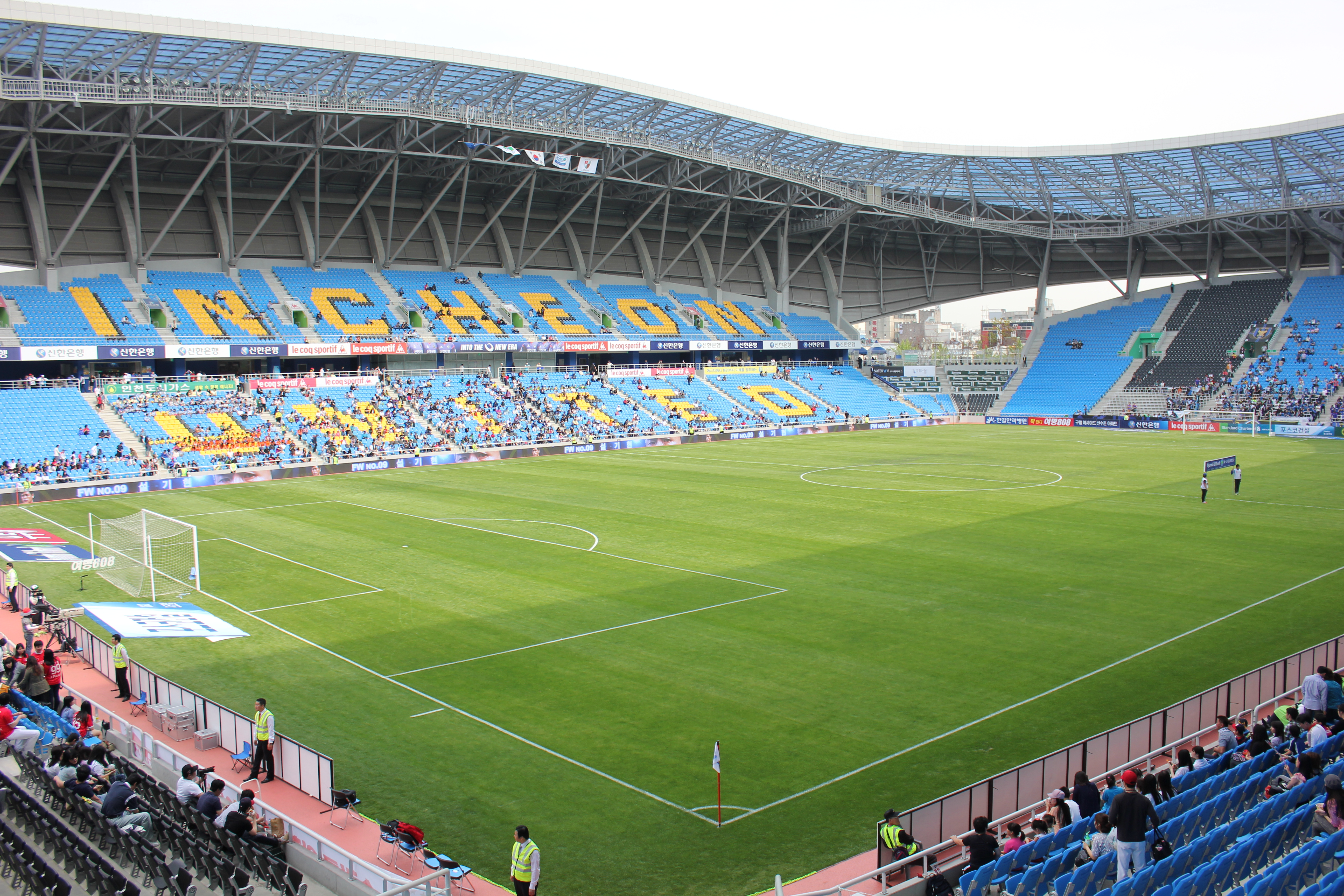
Sân vận động bóng đá Incheon

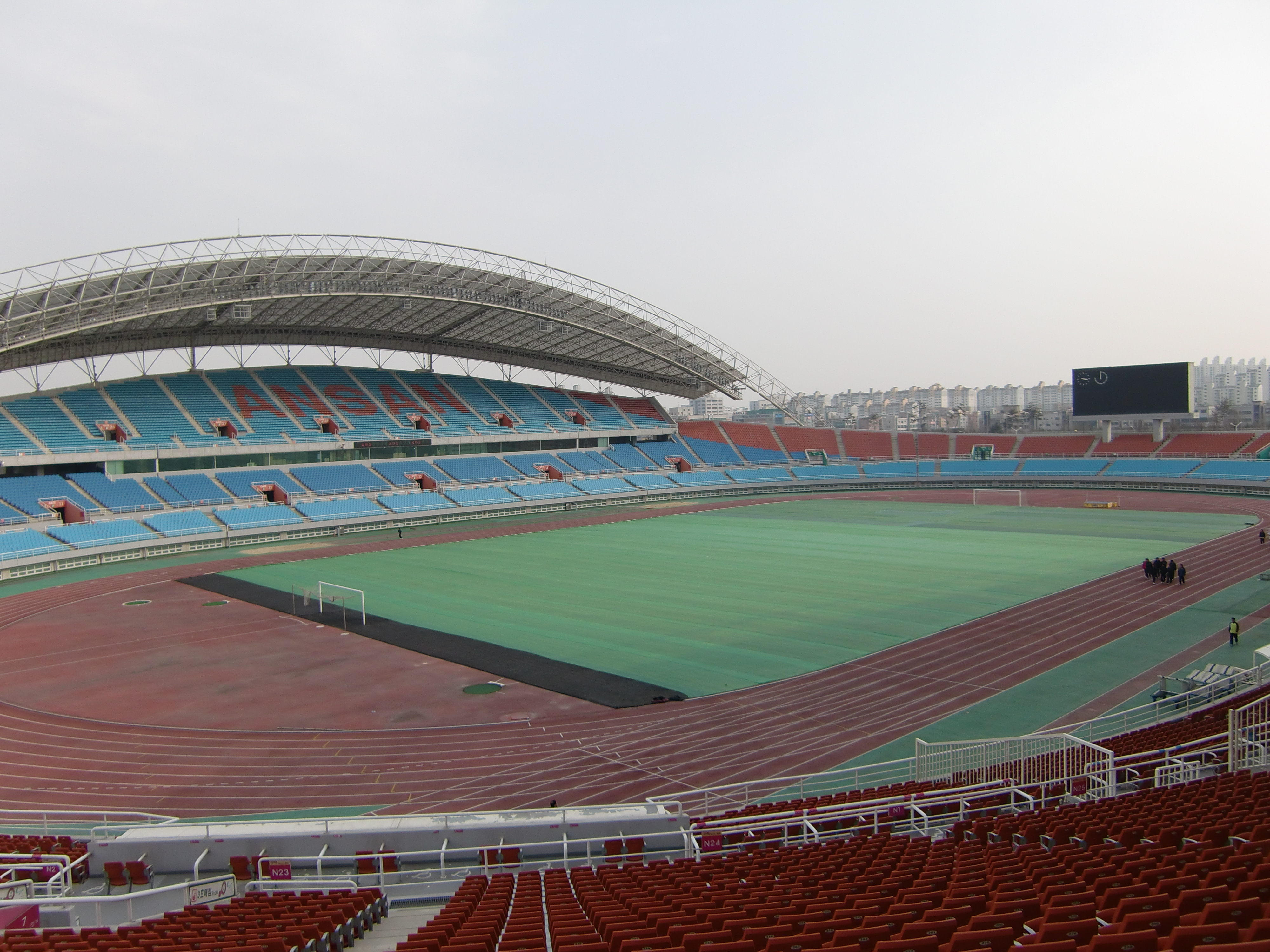
Sân vận động Ansan Wa~

Sáu sân vận động sẽ là những nơi tổ chức các trận đấu bóng đá tại giải.
- Sân vận động Incheon Munhak, Incheon
- Sân vận động bóng đá Incheon, Incheon
- Namdong Asiad Rugby Field, Incheon
- Sân vận động Ansan Wa~, Ansan
- Sân vận động Goyang, Goyang
- Sân vận động Hwaseong, Hwaseong

## Bóng đá nam
| Bảng A                                         | Bảng B                                              | Bảng C                                      | Bảng D                             |
| ---------------------------------------------- | --------------------------------------------------- | ------------------------------------------- | ---------------------------------- |
| Hàn Quốc · Malaysia · Ả Rập Xê Út · Lào ·      | Uzbekistan · Hồng Kông · Bangladesh · Afghanistan · | Oman · Palestine · Singapore · Tajikistan · | Nhật Bản · Kuwait · Iraq · Nepal · |
| Bảng E                                         | Bảng F                                              | Bảng G                                      | Bảng H                             |
| Thái Lan · Maldives · Đông Timor · Indonesia · | CHDCND Triều Tiên · Trung Quốc · Pakistan ·         | UAE · Ấn Độ · Jordan ·                      | Iran · Việt Nam · Kyrgyzstan ·     |

## Bóng đá nữ
| Bảng A                                   | Bảng B                                               | Bảng C                                     |
| ---------------------------------------- | ---------------------------------------------------- | ------------------------------------------ |
| Hàn Quốc · Thái Lan · Ấn Độ · Maldives · | Nhật Bản · Trung Quốc · Jordan · Đài Bắc Trung Hoa · | CHDCND Triều Tiên · Việt Nam · Hồng Kông · |